# 964 Субамара
964 Субамара (964 Subamara) — астероїд головного поясу, відкритий 27 жовтня 1921 року.
Тіссеранів параметр щодо Юпітера — 3,207.